# Mario Calado
Pour les articles homonymes, voir Calado.
Mario Calado (en catalan : Màrius Calado i Colom) (Barcelone, 23 octobre 1862 – 24 août 1926) est un pianiste espagnol.

## Biographie
Mario Calado étudie avec Gabriel Balart au Conservatoire Liceu de Barcelone et commence ses études musicales au Conservatoire Isabel II, sous la direction de Joan Baptista Pujol. En 1879, il se rend à Paris, où il étudie au Conservatoire et en 1881, après avoir interprété magistralement, selon les examinateurs, remporte son prix avec le Carnaval de Robert Schumann et un Allegro de concert d'Hugo Wolf.
Avec son diplôme, il se consacre aux concerts, qu'il donne partout en Europe et en Amérique du Sud.
Début 1895, fatigué des tournées, il se consacre plus tard, entièrement à l'éducation des nouveaux talents à l'interprétation de musique et se retire du circuit des concerts.